# Équipe du Nigeria de football à la Coupe des confédérations 1995
L'équipe du Nigeria de football participe à sa 1re Coupe des confédérations lors de l'édition 1995 qui se tient en Arabie saoudite du 6 janvier 1995 au 13 janvier 1995. Elle se rend à la compétition en tant que vainqueur de la Coupe d'Afrique des nations 1994.

## Résultats

### Phase de groupe
|   | Équipe    | Pts | J | G | N | P | BP | BC | Diff |
| - | --------- | --- | - | - | - | - | -- | -- | ---- |
| 1 | Argentine | 4   | 2 | 1 | 1 | 0 | 5  | 1  | +4   |
| 2 | Nigeria   | 4   | 2 | 1 | 1 | 0 | 3  | 0  | +3   |
| 3 | Japon     | 0   | 2 | 0 | 0 | 2 | 1  | 8  | -7   |

| 6 janvier 1995  | Nigeria   | 3 | 0 | Japon   |
| 10 janvier 1995 | Argentine | 0 | 0 | Nigeria |

N.B : L' Argentine se classe première de la poule grâce à une meilleure différence de buts
| 6 janvier 1995            | Nigeria                                 | 3 - 0 | Japon | Stade International Roi Fahd, Riyad              |                                                  |
| Historique des rencontres | Amunike 4e · Adepoju 55e · Amokachi 65e |       |       | Spectateurs : 25 000 Arbitrage : Ion Crăciunescu | Spectateurs : 25 000 Arbitrage : Ion Crăciunescu |
| Historique des rencontres | (Rapport)                               |       |       | Spectateurs : 25 000 Arbitrage : Ion Crăciunescu | Spectateurs : 25 000 Arbitrage : Ion Crăciunescu |

| 10 janvier 1995           | Argentine | 0 - 0 | Nigeria | Stade International Roi Fahd, Riyad          |                                              |
| Historique des rencontres |           |       |         | Spectateurs : 20 000 Arbitrage : Ali Bujsaim | Spectateurs : 20 000 Arbitrage : Ali Bujsaim |
| Historique des rencontres | (Rapport) |       |         | Spectateurs : 20 000 Arbitrage : Ali Bujsaim | Spectateurs : 20 000 Arbitrage : Ali Bujsaim |

## Effectif
Sélectionneur : Shaibu Amodu
| No. | Pos.      | Joueur             | Date de naissance et âge | Sélec. | Club                 |
| --- | --------- | ------------------ | ------------------------ | ------ | -------------------- |
| 1   | Gardien   | Peter Rufai        | 24 août 1963             |        | SC Farense           |
| 2   | Défenseur | Augustine Eguavoen | 19 août 1965             |        | KV Courtrai          |
| 3   | Défenseur | Benedict Iroha     | 29 novembre 1969         |        | Vitesse              |
| 4   | Défenseur | Stephen Keshi      | 23 janvier 1962          |        | CCV Hydra            |
| 5   | Défenseur | Uche Okechukwu     | 4 novembre 1967          |        | Fenerbahçe           |
| 6   | Milieu    | Momodu Mutari      | 2 septembre 1976         |        |                      |
| 7   | Milieu    | Barnabas Imenger   | 15 mai 1975              |        | Lobi Stars           |
| 8   | Milieu    | Mutiu Adepoju      | 22 décembre 1970         |        | Racing de Santander  |
| 9   | Attaquant | Dominic Iorfa      | 10 janvier 1968          |        | Southend United FC   |
| 10  | Milieu    | Jay-Jay Okocha     | 14 août 1973             |        | Eintracht Frankfurt  |
| 11  | Attaquant | Emmanuel Amunike   | 25 décembre 1970         |        | Sporting Lisbon      |
| 12  | Attaquant | Samson Siasia      | 14 août 1967             |        | FC Nantes Atlantique |
| 13  | Milieu    | Sunday Oliseh      | 14 septembre 1974        |        | AC Reggiana          |
| 14  | Attaquant | Daniel Amokachi    | 30 décembre 1972         |        | Everton              |
| 15  | Milieu    | Bolji Douglas      |                          |        | BCC Lions FC Gboko   |
| 16  | Gardien   | Ike Shorunmu       | 16 octobre 1967          |        | Shooting Stars FC    |
| 17  | Défenseur | Samuel Pam         |                          |        | Shooting Stars FC    |
| 18  | Attaquant | Efan Ekoku         | 8 juin 1967              |        | Wimbledon F.C.       |
| 19  | Défenseur | Michael Emenalo    | 14 juillet 1965          |        | Noots County FC      |
| 20  | Défenseur | Uche Okafor        | 8 août 1967              |        | UD Leiria            |

## Navigation